# آنکه وستندورف
آنکه وستندورف (آلمانی: Anke Westendorf؛ زادهٔ ۲۶ فوریهٔ ۱۹۵۴) بازیکن والیبال زن اهل آلمان بود.